# Widdershausen
Widdershausen ist der zweitgrößte Stadtteil von Heringen (Werra) im osthessischen Landkreis Hersfeld-Rotenburg.

## Geographische Lage
Widdershausen liegt in Osthessen nördlich von Heringen und südlich der thüringischen Stadt Werra-Suhl-Tal (Wartburgkreis) an der Werra. Unmittelbar nördlich des Ortes befindet sich die Landesgrenze zwischen Hessen und Thüringen bzw. von 1949 bis 1990 die Grenze zur DDR. Durch den Ort verlaufen die Kreisstraßen 3 und 4 sowie die Bahnstrecke Gerstungen–Vacha, an der bis 1953 ein Haltepunkt im Personenverkehr bestand.

## Geschichte

### Ortsgeschichte
Die Echtheit der ältesten urkundlichen Erwähnung des Dorfes unter dem Ortsnamen Widerolfeshusun im Jahre 874 ist umstritten, möglicherweise ist dies eine Fälschung. 1431 ist der Ort als fuldisches Lehen derer von Kolmatsch belegt. 1432 fiel Widdershausen mit Kauf des Gerichtes Heringen an Hessen.
Am 23. April 1900 erfolgte der erste Spatenstich zum Abteufen des Schachtes Grimberg bei Widdershausen, dem ersten Kaliwerk von Wintershall.
Am 22. Februar 1953 erschütterte ein Erdbeben der Stärke 5,3 den Ort, beschädigte mehrere Gebäude und hinterließ breite Risse im Gelände.
Zum 1. August 1972 wurde die bis dahin selbständige Gemeinde Widdershausen im Zuge der Gebietsreform in Hessen kraft Landesgesetz in die Stadt Heringen (Werra) eingemeindet. deren Hauptort 1977 Stadtrechte erhielt.
Für Widdershausen wie für alle im Zuge der Gebietsreform nach Heringen eingegliederten Gemeinden wurde je ein Ortsbezirk mit Ortsbeirat und Ortsvorsteher nach der Hessischen Gemeindeordnung gebildet.

### Einwohnerentwicklung
| Widdershausen: Einwohnerzahlen von 1834 bis 2020 | Widdershausen: Einwohnerzahlen von 1834 bis 2020 | Widdershausen: Einwohnerzahlen von 1834 bis 2020 | Widdershausen: Einwohnerzahlen von 1834 bis 2020 | Widdershausen: Einwohnerzahlen von 1834 bis 2020 |
| --- | ------------------------------------------------ | ------------------------------------------------ | ------------------------------------------------ | ------------------------------------------------ |
| Jahr |                                                  |                                                  |                                                  | Einwohner                                        |
| 1834 | 1834                                             |                                                  | 511                                              | 511                                              |
| 1840 | 1840                                             |                                                  | 502                                              | 502                                              |
| 1846 | 1846                                             |                                                  | 547                                              | 547                                              |
| 1852 | 1852                                             |                                                  | 560                                              | 560                                              |
| 1858 | 1858                                             |                                                  | 554                                              | 554                                              |
| 1864 | 1864                                             |                                                  | 595                                              | 595                                              |
| 1871 | 1871                                             |                                                  | 578                                              | 578                                              |
| 1875 | 1875                                             |                                                  | 574                                              | 574                                              |
| 1885 | 1885                                             |                                                  | 520                                              | 520                                              |
| 1895 | 1895                                             |                                                  | 533                                              | 533                                              |
| 1905 | 1905                                             |                                                  | 709                                              | 709                                              |
| 1910 | 1910                                             |                                                  | 863                                              | 863                                              |
| 1925 | 1925                                             |                                                  | 912                                              | 912                                              |
| 1939 | 1939                                             |                                                  | 1.075                                            | 1.075                                            |
| 1946 | 1946                                             |                                                  | 1.350                                            | 1.350                                            |
| 1950 | 1950                                             |                                                  | 1.384                                            | 1.384                                            |
| 1956 | 1956                                             |                                                  | 1.437                                            | 1.437                                            |
| 1961 | 1961                                             |                                                  | 1.404                                            | 1.404                                            |
| 1967 | 1967                                             |                                                  | 1.386                                            | 1.386                                            |
| 1970 | 1970                                             |                                                  | 1.363                                            | 1.363                                            |
| 1980 | 1980                                             |                                                  | ?                                                | ?                                                |
| 1990 | 1990                                             |                                                  | ?                                                | ?                                                |
| 2000 | 2000                                             |                                                  | 1.190                                            | 1.190                                            |
| 2009 | 2009                                             |                                                  | 1.101                                            | 1.101                                            |
| 2011 | 2011                                             |                                                  | 969                                              | 969                                              |
| 2017 | 2017                                             |                                                  | 901                                              | 901                                              |
| 2020 | 2020                                             |                                                  | 877                                              | 877                                              |
| Datenquelle: Historisches Gemeindeverzeichnis für Hessen: Die Bevölkerung der Gemeinden 1834 bis 1967. Wiesbaden: Hessisches Statistisches Landesamt, 1968. Weitere Quellen: bis 1970 LAGIS; Stadt Herringen; Zensus 2011 |                                                  |                                                  |                                                  |                                                  |

## Religion
Die heute von der evangelischen Gemeinde genutzte Kirche bezeugt ununterbrochene christliche Besiedlung seit dem Mittelalter. Von einem älteren Bau ist der gotische Chorturm erhalten, der um 1700 ein Obergeschoss aus Fachwerk und vermutlich um 1800 eine spätbarocke Helmhaube erhielt; die Wetterfahne ist auf 1822 datiert; das Schiff wurde 1912 errichtet. Der Taufstein trägt das Datum „1571“ und ist damit ein frühes Beispiel nach-reformatorischer Kunst; der Orgelprospekt wurde im Spätbarock angefertigt.
Neben der reformierten Kirche gibt es auch noch die Evangelisch-Lutherische Kirche und Gemeinde.
 Historische Religionszugehörigkeit
| • 1885: | 0519 evangelische (= 99,81 %), ein katholischer (= 0,19 %) Einwohner |
| • 1961: | 1333 evangelische (= 94,94 %), 68 katholische (= 4,84 %) Einwohner   |

## Politik
Für den Stadtteil Widdershausen besteht ein Ortsbezirk (Gebiete der ehemaligen Gemeinde Widdershausen) mit Ortsbeirat und Ortsvorsteher nach der Hessischen Gemeindeordnung. Der Ortsbeirat besteht aus sieben Mitgliedern. Bei Kommunalwahlen in Hessen 2021 lag die Wahlbeteiligung zum Ortsbeirat bei 49,83 %. Es erhielten die SPD mit 55,78 % einen Sitz und „Gemeinschaftsliste Heringen“ (WGH) mit 44,22 % drei Sitze. Der Ortsbeirat wählte Gerd Thenert (SPD) zum Ortsvorsteher.

## Sehenswürdigkeiten
Für die unter Denkmalschutz stehenden Kulturdenkmäler des Ortes siehe die Liste der Kulturdenkmäler in Widdershausen.